# Starc
Starc je priimek več znanih Slovencev:
- Albin Starc (1916—2011), slovenski vojaški pilot
- Alojzij Starc (1926—1994), duhovnik, dr. teologije, delegat slovenskega dušnega pastirstva v Argentini
- Andrej Starc, strokovnjak za javno zdravstvo, dekan Zdravstvene fakultete
- Anton Starc = Tone Starc
- Brandon Starc (*1993), avstralski skakalec v višino slovenskega rodu
- Drago Starc (1918—1984), operni in koncertni pevec, tenorist
- Ema Starc (1901—1967), igralka
- Franc Starc, zdravnik
- Gregor Starc (*1976), kineziolog, prof. FŠ
- Janez (Ivan) Starc (1885—1953), duhovnik, narodni delavec in politik na Koroškem
- Jasmina Starc, prof. in dekanja Fakultete za poslovne in upravne vede Novo mesto
- Jože Starc /Josef Stark (1942—2004), čebelarski strokovnjak na Švedskem
- Karel Starc (1920—po?1944), pesnik in dramatik
- Lado Starc (1923—1943), igralec, ustreljen
- Marjan Starc, pravnik in policist, veteran vojne za Slovenijo
- Martin Starc (1907—1996), duhovnik, dr. teologije (umrl v Kaliforniji)
- Martina Starc, psihologinja (druga? = amaterska slikarka)
- Milan Starc (1917—1980), zdravnik in javni delavec
- Nives Starc, arhitektka
- Radovan Starc (*1950), zdravnik, profesor MF
- Rajko Starc (1910—2004), kegljavec, športni delavec
- Roman Starc, stolni župnik v Ljubljani
- Sonja Starc, jezikoslovka, prof. PEF UP
- Stane Starc (1921—1942), igralec, ustreljen
- Tea Starc (1925—?), gledališka igralka
- Tone Starc (1940—2018), zdravnik kardiolog, direktor bolnišnice, župan (Nm)
- Vito Starc (*1949), fiziolog, profesor MF

## Glej še
- priimek Stare
- priimek Starič